# 荒川浩平
荒川 浩平（あらかわ こうへい、1979年9月7日 - ）は、日本の俳優。京都府亀岡市出身。アールジュー所属・同取締役。

## 略歴
京都市伏見区で生まれる。その後、幼少期に京都府亀岡市に移住。京都府立南丹高等学校卒業までを亀岡市で暮らす。
中学生の時に、同居していた叔母が所有していたエレキギターを押入れで発見。以来、ギターにハマる。高校に入学する頃には地元ではギタリストとして多少名前が知れていた。学園祭などでバンド演奏などを経験し、同級生らとバンドを組み京都市内でライブ活動などをしていた。
高校卒業後、大阪で一人暮らしをしながら大阪・京都などでライブ活動を継続。20歳の時に自らがギターボーカルを務めるバンドを結成するも、22歳ぐらいの時にバンドは解散。
その後、テレビドラマ「GOOD LUCK!!」を観たことをきっかけに俳優を志す。
24歳で上京。俳優活動を開始する。

## 出演

### テレビドラマ
- 慶次郎縁側日記3 第4話（2006年11月2日、NHK） - 男３ 役
- 黒服物語 第6話（2014年11月28日、テレビ朝日） - マネージャー 役
- DOCTORS3〜最強の名医〜 第8話（2015年2月26日、テレビ朝日） - バスの運転手 役
- 民王 第6話 - 第7話（2015年9月4日 - 9月11日、テレビ朝日） - 新田の部下B 役
- ドラマスペシャル 緊急取調室（2015年9月27日、テレビ朝日） - 警官 役
- 下町ロケット 第1話 - 第5話（2015年10月18日 - 11月15日、TBS） - 佃製作所社員 役
- 結婚式の前日に 第6話（2015年11月17日、TBS） - 不動産会社 社員 役
- 警視庁特命刑事☆二人 〜代官山コールドケース〜（2015年12月13日、テレビ東京／BSジャパン） - 刑事 役
- 相棒（テレビ朝日）
  - season14 第17話「物理学者と猫」 （2016年2月24日） - 助教授 役
  - season15 第5話「ブルーピカソ」（2016年11月9日） - 遺体発見者（ランナー） 役
  - season16 第10話 元日スペシャル「サクラ」（2018年1月1日） - 会場関係者 役
  - season17 第13話 「10億分の1」（2018年1月30日） - パチンコ店店員 役
- スペシャリスト 第8話（2016年3月3日、テレビ朝日）若い刑事 役
- 監察官・羽生宗一(4)（2016年3月5日、テレビ朝日） - 立川博 役
- メガバンク最終決戦 第5話（2016年3月13日、WOWOW） - 政治家秘書 役
- 犯罪科学分析室 電子の標的2（2016年3月23日、テレビ東京／BSジャパン） - 警視庁犯罪科学分析室 職員 役
- 京都南署鑑識ファイル（テレビ朝日）
  - 京都南署鑑識ファイル #10（2016年4月2日） - 刑事 役
  - 京都南署鑑識ファイル #11（2017年7月23日） - 警官 役
- 森村誠一の棟居刑事9「棟居刑事の偽完全犯罪」（2016年4月23日、テレビ朝日） - 刑事 役
- 再捜査刑事・片岡悠介9「死を呼ぶプロポーズ」（2016年4月30日、テレビ朝日） - 警官 役
- グッドパートナー 無敵の弁護士 第3話（2016年5月5日、テレビ朝日） - 「フィジカルショア」法務部社員 役
- 叡古教授の事件簿（2016年5月21日、テレビ朝日） - 刑事 役
- 世にも奇妙な物語（フジテレビ）
  - '16春の特別編 「美人税」（2016年5月28日） -  教師（過去回想） 役
  - '18春の特別編「不倫警察」（2018年5月12日） - 刑務官 役
- 警視庁捜査一課9係（テレビ朝日）
  - season11 最終話「殺人メッセージ」（2016年6月15日） - 遺体発見者（ボルダリングジム スタッフ） 役
  - season12 第8話「9時41分の殺意」（2017年5月31日） - 警官 役
- 検事・沢木正夫４ 自首（2016年9月14日、テレビ東京） - インテリア業者 役
- 大河ドラマ おんな城主 直虎（2017年1月8日 - 12月17日、NHK） - 雲水 役
- 二夜連続ドラマスペシャル アガサ・クリスティ そして誰もいなくなった（2017年3月25日 - 26日、テレビ朝日） - 刑事A 役
- 緊急取調室 SECOND SEASON 第1話（2017年4月20日、テレビ朝日） - 警官 役[1]
- 検事・朝日奈耀子19（2017年9月3日、テレビ朝日） - 刑事 役
- 黒革の手帖 第8話（2017年9月14日、テレビ朝日） - 寿司屋の出前男 役
- 沈黙法廷（2017年10月22日、WOWOW） - 記者 役
- 今野敏サスペンス 確証〜警視庁捜査三課（2017年11月6日、TBS） - 捜査一課刑事 役
- 明治維新150年スペシャル「決戦！鳥羽伏見の戦い 日本の未来を決めた7日間」（2017年12月30日、NHK BSプレミアム） - 淀兵 役[2]
- 99.9-刑事専門弁護士- 第5話（2018年2月11日、TBS） - 荒川弁護士 役
- 噂の女 第1話（2018年4月14日、テレビ東京／BSジャパン） - 刑事 役
- 命売ります 第5話（2018年5月1日、テレビ東京／BSジャパン） - 社員 役
- 未解決の女 警視庁文書捜査官 第5話（2018年5月17日、テレビ朝日） - オペ医師 役
- 義母と娘のブルース 第3話（2018年7月24日、TBS） - 保護者 役
- ミステリースペシャル『満願』第2夜「夜警」（2018年8月15日、NHK） - 刑事 役
- ハゲタカ 第6話（2018年8月23日、テレビ朝日） - 記者 役
- テレビ東京開局55周年特別企画 ドラマスペシャル Aではない君と（2018年9月21日、テレビ東京） - バーテンダー 役[3]
- 妖怪! 百鬼夜高等学校 第1話 - 第2話（2018年10月18日 - 10月25日、BS日テレ） - ガラス屋 役
- 僕とシッポと神楽坂 第5話（2018年11月9日、テレビ朝日） - 警官 役
- ぬけまいる〜女三人伊勢参り 第7話 - 第8話（2018年12月15日 - 22日、NHK） - 賭場客 役
- 猿以外の惑星「SAWみたいなもの」（2019年1月5日、NHK BSプレミアム） - カラス男 役（演）
- ドラマスペシャル アガサ・クリスティ 予告殺人（2019年4月14日、テレビ朝日） - 刑事 役
- 坂の途中の家 第5話（2019年5月25日、WOWOW） - 駅員 役
- スパイラル〜町工場の奇跡〜 第7話（2019年5月27日、テレビ東京） - カメラマン 役
- サイン-法医学者 柚木貴志の事件- 第4話 - 第5話（2019年8月8日 - 8月15日、テレビ朝日） - 刑事 役
- 森村誠一ミステリースペシャル 終着駅シリーズ35「鬼子母の末裔」（2019年11月3日、テレビ朝日） - 千葉県警勝浦中央警察署 捜査員 役
- ケイジとケンジ〜所轄と地検の24時〜 第5話（2020年2月13日、テレビ朝日） - 向谷孝太郎 役
- 病室で念仏を唱えないでください 第5話（2020年2月14日、TBS） - 藤原龍 役
- ファーストラヴ（2020年2月22日、NHK BSプレミアム） - テレビ局員 役
- 駐在刑事Season2 第6話（2020年2月28日、テレビ東京） - 渋川 役
- 不協和音 炎の刑事 VS 氷の検事（2020年3月15日、テレビ朝日） - 唐沢洋太郎 役
- 24 JAPAN（2020年-2021年、テレビ朝日）
- だから殺せなかった（2022年1月9日 - 、WOWOW）
- ホテルマン東堂克生の事件ファイル〜八ヶ岳リゾート殺人事件〜（2022年1月22日、BS-TBS）
- 愛しい嘘〜優しい闇〜 最終話（2022年3月4日、テレビ朝日）
- 未来への10カウント 第4話・第5話・最終話（2022年5月5・12日・6月9日、テレビ朝日） - レフェリー 役
- 波よ聞いてくれ 第1話（2023年4月21日、テレビ朝日） - 警察官 役
- ケイジとケンジ、時々ハンジ。 第8話（2023年6月1日、テレビ朝日） - スーパーの店員 役
- 刑事7人 SEASON9 第6話（2023年7月12日、テレビ朝日） - 山下俊平 役
- シッコウ!!〜犬と私と執行官〜 第4話（2023年8月1日、テレビ朝日） - 落合 役
- ブラックポストマン 第2話（2023年8月25日、テレビ東京） - 記者 役[4]
- 院内警察 第4話（2024年2月2日、フジテレビ） - 久保田雅人 役[5]
- グレイトギフト 第6話（2024年2月22日、テレビ朝日） - 貴島主任 役[6]
- Believe-君にかける橋- 第3話（2024年5月9日、テレビ朝日） - 原口 役
- 民王R 第7話（2024年12月3日、テレビ朝日） - 島田秋 役
- 家政夫のミタゾノ 第7シーズン 第5話（2025年2月11日、テレビ朝日） - 刑事 役[7]
- 日本一の最低男 ※私の家族はニセモノだった 最終話（2025年3月20日、フジテレビ） - 大江戸区議会議員 役[8]
- 失踪人捜索班 消えた真実 最終回（2025年6月6日、テレビ東京） - 記者会見司会者 役[9]
- 誘拐の日 第1話・第6話（2025年7月8日・8月12日、テレビ朝日） - 経理部社員 役

### 映画
- GROW 愚郎（2007年9月8日公開、チェイスフィルムエンタテインメント） - 選手 役
- ぼくのおばあちゃん（2008年12月6日公開、キノシタ・マネージメント） - 父兄参観の父親 役
- クローズZERO II（2009年4月11日公開、東宝） - 鳳仙学園 生徒 役
- 誘拐ラプソディー（2010年4月3日公開、角川映画） - 篠宮組 組員 役
- ラブ×ドック（2018年5月11日公開、アスミック・エース） - トレーナー 役
- 終わった人（2018年6月9日公開、東映） - やじ客 役
- ユウカイ犯（2018年製作） - 主演・荒木 役
- 人間失格 太宰治と3人の女たち（2019年9月13日公開、松竹、アスミック・エース） - 編集者 役
- 世界から希望が消えたなら。（2019年10月18日公開、日活） - 桜井透 役
- Fukushima 50（2020年3月6日公開、松竹、KADOKAWA） - キャスター 役
- グッドバイ〜嘘からはじまる人生喜劇〜（2020年2月14日公開、キノフィルムズ） - 編集者 役
- 水上のフライト（2020年公開予定、KADOKAWA） - 朝倉 役
- 愛国女子—紅武士道（2022年2月18日公開、日活） - 新原駅前での出演者 役

### 配信ドラマ
- フェイス -サイバー犯罪特捜班- 第2話（2017年7月18日、Amazonプライム・ビデオ） - 誘拐暴行殺人犯 役
- ファイナルライフ-明日、君が消えても- 第2話（2017年9月15日、Amazonプライム・ビデオ） - 警官 役
- 佑どののジブン探し（2023年5月13日、TELASA）[10]

### 再現ドラマなど
- 行列のできる法律相談所（日本テレビ系列）
- ニンゲン観察バラエティ モニタリング（TBS系列）
- しくじり先生 俺みたいになるな!!（テレビ朝日系列）
- 日本のお宝を取り戻せ！（フジテレビ系列）
- 大江戸へぇ～辞典　忠臣蔵に見る武士道（BSフジ）
- 激動!世紀の大事件〜証言者たちが明かす全真相〜（フジテレビ系列）
- 直撃!シンソウ坂上（フジテレビ系列）
- 人気芸能人にイタズラ! 仰天ハプニング○連発（フジテレビ系列）
- 世界に誇る50人の日本人 成功の遺伝史（日本テレビ系列）
- ザ・発言X（日本テレビ系列）　など

### 舞台
- 刑務所の中で雨が降る（2004年） - 主演
- 「あなたが船に乗っていると、あなたの母親とあなたのガールフレンドが溺れているのを発見しました。船にはあと一人しか乗れません。さあ、あなたはどうしますか?」と彼女に聞かれたら（2006年7月14日 - 7月16日、新宿シアター・ミラクル） - 大 役　主演
- カフェ・モーツァルト（2007年5月17日 - 5月20日、サイスタジオ小茂根B）
- other（2008年6月27日 - 6月29日、新宿シアター・ミラクル） - 道場慎一 役　主演
- みんなの歌（2009年2月27日 - 3月1日、明石スタジオ） - 村井邦夫 役　主演
- ほしのふるよる（2009年7月1日 - 7月5日、劇場MOMO） - 木島良太 役
- アボリジニ（2009年9月10日 - 9月13日、アイピット目白） - 倉敷竜助 役　主演
- Towa Yei... Never Mind !!!!!（2010年2月23日 - 2月28日、アイピット目白） - 桃園謙信 役　主演
- 一定物語（2010年6月24日 - 6月28日、OFF OFFシアター） - 山村 役
- みんなの絵（2010年9月9日 - 9月12日、明石スタジオ） - 中村団平 役　主演
- ドレイン（2011年3月3日 - 3月6日、アイピット目白） - 秀人 役
- オサエロ（2011年4月21日 - 4月26日、AQUA studio） - 隊長 神田喜久雄 役
- コントロールZ（2011年10月5日 - 10月9日、シアターKASSAI） - HP600万くん 役　主演
- 三本ライン（2012年3月22日 - 3月25日、シアターKASSAI） - 辻初男 役
- 俺なんてソフトダーツ（2012年10月16日 - 10月20日、下北沢Bullet） - 有栖川 役
- DISCORD（2012年11月21日 - 11月25日、Live theater 間～まほろ～） - 秀人 役　主演
- ティファニーで夕食も（2013年2月21日 - 2月26日、シアターKASSAI） - キツヤ 役
- ライト テール×ブラック コード（2013年7月26日 - 7月29日、小劇場てあとるらぽう） - 浜崎健二 役
- みんなの絵（再演・2013年9月26日 - 9月30日、Geki地下Liberty） - 中村団平 役　主演
- 信長（2014年2月12日 - 2月16日、スペース・ゼロ） - 山本勘助 役
- SAKURA（2014年3月19日 - 3月24日、両国・Air studio） - 平野寅之助 役　主演
- UBUGOE ～Voice of comedy～ vol.12（2016年7月20日 - 7月21日、亀有リリオホール）
  - さよなら現世 - 柴田 役
  - 読書感想文 - 先生 役
  - 46億の妄想 - 番組司会者 役
  - 花嫁は雨の旋律 - 上司 役

### ミュージックビデオ
- DEPAPEPE「ONE」（2011年5月18日リリース）

## 受賞歴

### 映画
- 2018年度
  - 神田ファンタスティック映画祭 審査員特別賞（『ユウカイ犯』）
  - 横濱インディペンデントフィルムフェスティバル 中編部門 最優秀賞（『ユウカイ犯』）
- 2019年度
  - 第二回 渋谷ミクロ映画祭 最優秀得票賞（『ユウカイ犯』）